# 権東勇介
権東 勇介（ごんどう ゆうすけ、1982年10月7日 - ）は、東京都出身の元サッカー選手。ポジションはミッドフィルダー（MF）。

## 来歴
2004年3月より、JFA・Jリーグ特別指定選手として承認され、道都大学に在学しながらコンサドーレ札幌の選手として登録された。同年5月のJ2第13節水戸戦でJリーグ初出場を記録し、その後も先発出場を続けた。同年9月には特別指定を解除し、正式契約を締結。これは特別指定選手中に正式契約に変更した初のケースである。
2006年、水戸ホーリーホックに移籍。攻撃を得意としつつも守備をこなす運動量を評価され、ボランチを定位置としていた。同年12月をもって契約を満了。2007年2月、北信越1部リーグに所属するツエーゲン金沢へ移籍。ボランチに入り、2008年には主将としてチームを牽引した。同年限りで金沢を退団し現役を引退。
2009年より古巣コンサドーレ札幌のOBが多数所属するクラッキのコーチに就任。指導の傍ら、クラッキの面々と共に道央ブロックリーグの小樽FCでもプレーを続け、北海道サッカー界の活性化に尽力した。

## 所属クラブ
- 町田JFC[2]
- 1998年 - 2000年 桐光学園高等学校[2]
- 2001年 - 2004年 道都大学
  - 2004年3月 - 同年9月  コンサドーレ札幌（特別指定選手）
- 2004年9月 - 2005年  コンサドーレ札幌
- 2006年  水戸ホーリーホック
- 2007年 - 2008年  ツエーゲン金沢
- 2009年  小樽FC

## 個人成績
| 国内大会個人成績 | 国内大会個人成績 | 国内大会個人成績 | 国内大会個人成績 | 国内大会個人成績                       | 国内大会個人成績 | 国内大会個人成績 | 国内大会個人成績 | 国内大会個人成績 | 国内大会個人成績 | 国内大会個人成績 | 国内大会個人成績 |
| 年度             | クラブ           | 背番号           | リーグ           | リーグ戦                               | リーグ戦         | リーグ杯         | リーグ杯         | オープン杯       | オープン杯       | 期間通算         | 期間通算         |
| 年度             | クラブ           | 背番号           | リーグ           | 出場                                   | 得点             | 出場             | 得点             | 出場             | 得点             | 出場             | 得点             |
| 日本             | 日本             | 日本             | 日本             | リーグ戦                               | リーグ戦         | リーグ杯         | リーグ杯         | 天皇杯           | 天皇杯           | 期間通算         | 期間通算         |
| ---------------- | ---------------- | ---------------- | ---------------- | -------------------------------------- | ---------------- | ---------------- | ---------------- | ---------------- | ---------------- | ---------------- | ---------------- |
| 2004             | 札幌             | 30               | J2               | 25                                     | 1                | -                | -                | 4                | 1                | 29               | 2                |
| 2005             | 札幌             | 20               | J2               | 11                                     | 0                | -                | -                | 0                | 0                | 11               | 0                |
| 2006             | 水戸             | 8                | J2               | 27                                     | 0                | -                | -                | 0                | 0                | 27               | 0                |
| 2007             | 金沢             | 7                | 北信越1部        | 13                                     | 1                | -                | -                | 3                | 2                | 16               | 3                |
| 2008             | 金沢             | 7                | 北信越1部        | 13                                     | 8                | -                | -                | 2                | 0                | 15               | 8                |
| 2009             | 小樽             | 5                | 道央             |                                        |                  | -                | -                | -                | -                |                  |                  |
| 通算             | 日本             | 日本             | J2               | 63                                     | 1                | -                | -                | 4                | 1                | 67               | 2                |
| 通算             | 日本             | 日本             | 北信越1部        | 26                                     | 9                | -                | -                | 5                | 2                | 31               | 11               |
| 通算             | 日本             | 日本             | 道央             | \|\|\|\|colspan=2\|-\|\|0\|\|0\|\|\|\| |                  |                  |                  |                  |                  |                  |                  |
| 総通算           | 総通算           | 総通算           | 総通算           | 89                                     | 10               | -                | -                | 9                | 3                | 98               | 13               |

- Jリーグ初出場　2004年5月19日 J2 第13節 vs水戸ホーリーホック (厚別)[2]
- Jリーグ初得点　2004年8月21日 J2 第29節 vs京都パープルサンガ (西京極)[2]

## 指導歴
- クラッキサッカースクール
- コンサドーレ札幌 アドバイザリースタッフ (スカウト)[19]
- C.A.Bunkyo craque(文京クラッキ) コーチ
- 2012年 - 2013年 FC東京 普及部コーチ
- 2014年 - 2015年 アーセナルSC市川 チーフコーチ / ジュニアユースヘッドコーチ
- 2016年 - 2022年 FC東京 普及部コーチ
- 2023年 - 浦和レッドダイヤモンズ
  - 2023年 - 2024年 ジュニアコーチ兼スカウト
  - 2025年 - 育成スカウト兼育成コーチ